# Фор-де-Франс (округ)
Округ Фор-де-Франс (фр. Arrondissement de Fort-de-France) — округ у Франції, в департаменті Мартиніка. 2023 року округ об'єднував 4 муніципалітети, населення становило 150 518 осіб.
Адміністративний центр (супрефектура) — Фор-де-Франс.

## Муніципалітети
Список муніципалітетів округу та їхні коди INSEE:
1. Ламантен (97213)
2. Сен-Жозеф (97224)
3. Фор-де-Франс (97209)
4. Шельшер (97229)